# Rodriguez (Rizal)
Rodriguez (in passato Montalban) è una municipalità di prima classe delle Filippine, situata nella Provincia di Rizal, nella regione di Calabarzon.
Rodriguez è formata da 11 baranggay:
- Balite (Pob.)
- Burgos
- Geronimo
- Macabud
- Manggahan
- Mascap
- Puray
- Rosario
- San Isidro
- San Jose
- San Rafael